# Giuseppe Maria Feroni
Giuseppe Maria Feroni, né le 30 avril 1693 à Florence, dans le grand-duché de Toscane et mort le 15 novembre 1767 à Rome, est un cardinal italien  du XVIIIe siècle.

## Biographie
Giuseppe Maria Ferroni exerce diverses fonctions au sein de la Curie romaine, notamment comme secrétaire de la Congrégation des évêques et réguliers. Il est nommé archevêque titulaire de Damas (de) en 1728.
Le pape Benoît XIV le crée cardinal lors du consistoire du 26 novembre 1753. Il participe au conclave de 1758, lors duquel Clément XIII est élu pape. Il est camerlingue du Sacré Collège en 1760 et préfet de la Congrégation des rites.

### Sources
- Fiche du cardinal Giuseppe Maria Feroni sur le site fiu.edu